# Christopher Tanev
Christopher "Chris" Tanev, född 20 december 1989, är en kanadensisk professionell ishockeyback som spelar för Toronto Maple Leafs i National Hockey League (NHL).
Han har tidigare spelat för Vancouver Canucks, Calgary Flames och Dallas Stars i NHL; Manitoba Moose och Chicago Wolves i American Hockey League (AHL) samt RIT Tigers i National Collegiate Athletic Association (NCAA).
Tanev blev aldrig NHL-draftad.

## Statistik
| Källa: Utv = Utvisningsminuster Uppdaterad: 2025-05-20 | Källa: Utv = Utvisningsminuster Uppdaterad: 2025-05-20 | Källa: Utv = Utvisningsminuster Uppdaterad: 2025-05-20 |                           | Grundserie                | Grundserie                | Grundserie                | Grundserie                | Grundserie                |                           | Slutspel                  | Slutspel                  | Slutspel                  | Slutspel                  | Slutspel |
| Säsong                                                 | Lag                                                    | Liga                                                   | Matcher                   | Mål                       | Assist                    | Poäng                     | Utv                       | Matcher                   | Mål                       | Assist                    | Poäng                     | Utv                       |                           |          |
| ------------------------------------------------------ | ------------------------------------------------------ | ------------------------------------------------------ | ------------------------- | ------------------------- | ------------------------- | ------------------------- | ------------------------- | ------------------------- | ------------------------- | ------------------------- | ------------------------- | ------------------------- | ------------------------- | -------- |
| 2004–2005                                              | Toronto Red Wings                                      | GTHL                                                   | 31                        | 3                         | 8                         | 11                        | 12                        | —                         | —                         | —                         | —                         | —                         |                           |          |
| 2005–2006                                              | Toronto Red Wings U18                                  | GTHL                                                   | Statistik ej tillgänglig. | Statistik ej tillgänglig. | Statistik ej tillgänglig. | Statistik ej tillgänglig. | Statistik ej tillgänglig. | Statistik ej tillgänglig. | Statistik ej tillgänglig. | Statistik ej tillgänglig. | Statistik ej tillgänglig. | Statistik ej tillgänglig. | Statistik ej tillgänglig. |          |
| 2006–2007                                              | Durham Fury                                            | OPJHL                                                  | 40                        | 0                         | 9                         | 9                         | 8                         | 4                         | 0                         | 3                         | 3                         | 6                         |                           |          |
| 2007–2008                                              | Durham Fury                                            | OPJHL                                                  | 19                        | 1                         | 6                         | 7                         | 12                        | —                         | —                         | —                         | —                         | —                         |                           |          |
|                                                        | Stouffville Spirit                                     | OPJHL                                                  | 4                         | 0                         | 0                         | 0                         | 0                         | —                         | —                         | —                         | —                         | —                         |                           |          |
|                                                        | Markham Waxers                                         | OPJHL                                                  | 26                        | 1                         | 9                         | 10                        | 12                        | 23                        | 1                         | 2                         | 3                         | 4                         |                           |          |
| 2008–2009                                              | Markham Waxers                                         | OJHL                                                   | 50                        | 4                         | 37                        | 41                        | 33                        | 14                        | 1                         | 5                         | 6                         | 8                         |                           |          |
| 2009–2010                                              | RIT Tigers                                             | NCAA                                                   | 41                        | 10                        | 18                        | 28                        | 4                         | —                         | —                         | —                         | —                         | —                         |                           |          |
| 2010–2011                                              | Vancouver Canucks                                      | NHL                                                    | 29                        | 0                         | 1                         | 1                         | 0                         | 5                         | 0                         | 0                         | 0                         | 0                         |                           |          |
|                                                        | Manitoba Moose                                         | AHL                                                    | 39                        | 1                         | 8                         | 9                         | 16                        | 14                        | 1                         | 2                         | 3                         | 4                         |                           |          |
| 2011–2012                                              | Vancouver Canucks                                      | NHL                                                    | 25                        | 0                         | 2                         | 2                         | 2                         | 5                         | 0                         | 0                         | 0                         | 0                         |                           |          |
|                                                        | Chicago Wolves                                         | AHL                                                    | 34                        | 0                         | 14                        | 14                        | 6                         | —                         | —                         | —                         | —                         | —                         |                           |          |
| 2012–2013                                              | Vancouver Canucks                                      | NHL                                                    | 38                        | 2                         | 5                         | 7                         | 10                        | —                         | —                         | —                         | —                         | —                         |                           |          |
|                                                        | Chicago Wolves                                         | AHL                                                    | 29                        | 2                         | 10                        | 12                        | 6                         | —                         | —                         | —                         | —                         | —                         |                           |          |
| 2013–2014                                              | Vancouver Canucks                                      | NHL                                                    | 64                        | 6                         | 11                        | 17                        | 8                         | —                         | —                         | —                         | —                         | —                         |                           |          |
| 2014–2015                                              | Vancouver Canucks                                      | NHL                                                    | 70                        | 2                         | 18                        | 20                        | 12                        | 6                         | 0                         | 3                         | 3                         | 0                         |                           |          |
| 2015–2016                                              | Vancouver Canucks                                      | NHL                                                    | 69                        | 4                         | 14                        | 18                        | 8                         | —                         | —                         | —                         | —                         | —                         |                           |          |
| 2016–2017                                              | Vancouver Canucks                                      | NHL                                                    | 53                        | 2                         | 8                         | 10                        | 14                        | —                         | —                         | —                         | —                         | —                         |                           |          |
| 2017–2018                                              | Vancouver Canucks                                      | NHL                                                    | 42                        | 2                         | 9                         | 11                        | 8                         | —                         | —                         | —                         | —                         | —                         |                           |          |
| 2018–2019                                              | Vancouver Canucks                                      | NHL                                                    | 55                        | 2                         | 10                        | 12                        | 18                        | —                         | —                         | —                         | —                         | —                         |                           |          |
| 2019–2020                                              | Vancouver Canucks                                      | NHL                                                    | 69                        | 2                         | 18                        | 20                        | 41                        | 17                        | 1                         | 6                         | 7                         | 4                         |                           |          |
| 2020–2021                                              | Calgary Flames                                         | NHL                                                    | 56                        | 2                         | 10                        | 12                        | 6                         | —                         | —                         | —                         | —                         | —                         |                           |          |
| 2021–2022                                              | Calgary Flames                                         | NHL                                                    | 82                        | 6                         | 22                        | 28                        | 22                        | 8                         | 0                         | 1                         | 1                         | 2                         |                           |          |
| 2022–2023                                              | Calgary Flames                                         | NHL                                                    | 65                        | 1                         | 12                        | 13                        | 21                        | —                         | —                         | —                         | —                         | —                         |                           |          |
| 2023–2024                                              | Calgary Flames                                         | NHL                                                    | 56                        | 1                         | 13                        | 14                        | 14                        | —                         | —                         | —                         | —                         | —                         |                           |          |
|                                                        | Dallas Stars                                           | NHL                                                    | 19                        | 1                         | 4                         | 5                         | 10                        | 19                        | 0                         | 2                         | 2                         | 6                         |                           |          |
| 2024–2025                                              | Toronto Maple Leafs                                    | NHL                                                    | 75                        | 3                         | 15                        | 18                        | 24                        | 13                        | 1                         | 2                         | 3                         | 2                         |                           |          |
| NHL totalt                                             | NHL totalt                                             | NHL totalt                                             | 867                       | 36                        | 172                       | 208                       | 218                       | 73                        | 2                         | 14                        | 16                        | 14                        |                           |          |
| AHL totalt                                             | AHL totalt                                             | AHL totalt                                             | 102                       | 3                         | 32                        | 35                        | 28                        | 14                        | 1                         | 2                         | 3                         | 4                         |                           |          |

### Internationellt
| Källa: Uppdaterad: 2018-12-03 | Källa: Uppdaterad: 2018-12-03 | Källa: Uppdaterad: 2018-12-03 |               | Utv = Utvisningsminuter | Utv = Utvisningsminuter | Utv = Utvisningsminuter | Utv = Utvisningsminuter | Utv = Utvisningsminuter |
| År                            | Lag                           | Mästerskap                    | Matcher       | Mål                     | Assists                 | Poäng                   | Utv                     |                         |
| ----------------------------- | ----------------------------- | ----------------------------- | ------------- | ----------------------- | ----------------------- | ----------------------- | ----------------------- | ----------------------- |
| 2016                          | Kanada                        | VM                            | 10            | 0                       | 1                       | 1                       | 0                       |                         |
| Senior totalt                 | Senior totalt                 | Senior totalt                 | Senior totalt | 10                      | 0                       | 1                       | 1                       | 0                       |

## Privatliv
Han är bror till Brandon Tanev.